# Asparagus usambarensis
Asparagus usambarensis är en sparrisväxtart som beskrevs av Sebsebe Demissew. Asparagus usambarensis ingår i släktet sparrisar, och familjen sparrisväxter. IUCN kategoriserar arten globalt som starkt hotad. Inga underarter finns listade i Catalogue of Life.